# Darynie
Darynie – dawny folwark na Litwie, w okręgu wileńskim, w rejonie święciańskim, w gminie Podbrodzie.

## Historia
W czasach zaborów folwark w gminie Kiemieliszki, w powiecie święciańskim, w guberni wileńskiej Imperium Rosyjskiego. W 1866 liczył 5 mieszkańców w 1 domu. 
W dwudziestoleciu międzywojennym folwark leżał w Polsce, w województwie wileńskim, w powiecie święciańskim, w gminie Kiemieliszki.
W 1931 w 1 domu zamieszkiwało 10 osób.
Od 1945 roku w Litewskiej Socjalistycznej Republice Radzieckiej.